# Colleen Atwood
Colleen Atwood (Yakima, 25 de setembro de 1948) é uma figurinista norte-americana.
Colleen foi indicada para o Oscar doze vezes e o ganhou em quatro ocasiões, com Chicago em 2003, Memoirs of a Geisha em 2006, Alice in Wonderland em 2011 e Fantastic Beasts and Where to Find Them em 2017. Também foi premiada três vezes com o BAFTA pelos seus figurinos em Sleepy Hollow, Memoirs of a Geisha e Alice in Wonderland. Trabalhou várias vezes com os diretores Tim Burton, Rob Marshall e Jonathan Demme. 